# Marcel Chauvigné
Marcel Chauvigné   (Nantes, 25 de setembre de 1911 - Nantes, 2 de juliol de 1972) fou un remer francès que va competir durant la dècada de 1930.
El 1936 va prendre part en els Jocs Olímpics de Berlín, on guanyà la medalla de bronze en la prova del quatre amb timoner del programa de rem. Formà equip amb Fernand Vandernotte, Marcel Vandernotte, Jean Cosmat i Noël Vandernotte.
En el seu palmarès també destaca una medalla de plata al Campionat d'Europa de rem de 1934.